# Circostanza
In diritto penale le circostanze, dal latino circumstantia (circum-stare, stare attorno), sono elementi non costitutivi del reato che, accedendo a una fattispecie già perfetta, comportano un inasprimento o una mitigazione della pena edittale. 

## Tipologie di circostanza
All'interno della categoria delle circostanze vengono individuate diverse distinzioni (alcune delle quali sono state accolte nel codice penale italiano):
- Circostanze attenuanti e circostanze aggravanti: le prime comportano una mitigazione della pena, le seconde comportano un aggravamento della pena edittale.
- Circostanze comuni e circostanze speciali: sono comuni le circostanze previste per tutti reati, speciali quelle prescritte solo per determinati reati.
- Circostanze ad effetto comune, circostanze ad effetto speciale e circostanze ad efficacia speciale: le prime comportano un aumento o una diminuzione della pena fino ad un terzo; le seconde comportano un aumento o una diminuzione della pena superiore ad un terzo; le circostanze ad efficacia speciale comportano invece una pena di specie diversa rispetto a quella prevista per il cosiddetto "reato base".
- Circostanze soggettive e circostanze oggettive: sono oggettive le circostanze che riguardano la natura, la specie, i mezzi, l'oggetto, il tempo, il luogo e ogni altra modalità dell'azione,; la gravità del danno e del pericolo; le condizioni o le qualità personali dell'offeso. Sono soggettive quelle concernenti le condizioni o le qualità personali del colpevole; l'intensità del dolo o il grado della colpa i rapporti tra il colpevole e l'offeso; le circostanze inerenti alla persona del colpevole.
- Circostanze tipiche e circostanze generiche: le prime sono previste dal legislatore, le seconde sono stabilite dal giudice (art. 62bis c.p.). Sotto questo profilo si noti come per la seconda, a seguito di legge 251/2005, sia stata prevista la limitazione della discrezionalità del giudice ex art. 133 c.p. per soggetti con recidiva reiterata.

## Regime di imputazione
La legge 7 febbraio 1990 n.19, in ottemperanza al cosiddetto principio di colpevolezza, ha introdotto nel sistema penale italiano un regime di imputazione differenziato delle circostanze a seconda che esse siano aggravanti o attenuanti. 
Per le  circostanze attenuanti vale un principio di imputazione oggettiva in forza del quale esse sono valutate a favore dell'agente anche se da lui non conosciute o ritenute per errore inesistenti.
Per le circostanze aggravanti è stato introdotto un criterio soggettivo di imputazione, tale che esse sono valutate a carico dell'agente solo se da lui conosciute o ignorate per colpa o ritenute inesistenti per errore determinato da colpa.
Se un soggetto suppone per errore l'esistenza di una circostanza attenuante al livello delle sue rappresentazioni sarà giustificata la pena diminuita, ex articolo 59 comma III.

## Circostanze o elementi costitutivi?
Se si considera un elemento come costitutivo del reato allora:
- esso non sarà soggetto al bilanciamento dell'articolo 69.
- per la sua imputazione, necessario il dolo, salva espressa previsione della colpa.
- in caso di concorso di persone nel reato, è soggetto alla disciplina degli articoli 110, 116 e 117.

Se si considera un elemento come circostanza allora:
- esso sarà soggetto al bilanciamento dell'articolo 69.
- per la sua imputazione, basta la colpa se si tratta di aggravante; viene applicata oggettivamente se si tratta di attenuante.
- in caso di concorso di persone nel reato è soggetta alla disciplina dell'articolo 118.

## Concorso omogeneo
Si ha concorso omogeneo di circostanze allorquando esse siano tutte dello stesso "segno". All'interno di questa ipotesi si configurano poi ulteriori varianti:
- Concorso omogeneo di circostanze ad effetto comune: per ciascuna delle aggravanti o delle attenuanti è previsto un aumento o una diminuzione di 1/3 della pena prevista per il reato semplice. Il giudice calcolerà le circostanze l'una sull'altra, ogni volta a partire dalla nuova pena in concreto.
- Concorso omogeneo di circostanze ad effetto comune e speciale: in tal caso si applicherà prima la circostanza ad effetto speciale. Sulla pena così determinata il giudice procederà poi alla diminuzione o all'aumento di 1/3 di pena.
- Concorso omogeneo di circostanze ad effetto speciale: in tal caso si applicherà soltanto la circostanza più grave se si tratta di aggravamenti; se si tratta di attenuanti si applicherà la pena meno grave.

## Concorso eterogeneo
Si ha concorso eterogeneo di circostanze quando ad una fattispecie di reato accedano elementi aggravanti ed elementi attenuanti la pena. Il Codice Rocco ha previsto un metodo molto particolare di computo delle circostanze in concorso.
- Concorso eterogeneo di circostanze aggravanti ed attenuanti comuni: in tal caso il legislatore del 1930 ha stabilito che non si applica il calcolo delle circostanze ad una ad una, ma toccherà al giudice con una valutazione comparata altamente discrezionale definire se prevalgano le aggravanti, se prevalgano le attenuanti o se esse si bilancino. Il criterio non è fornito dal numero delle circostanze da bilanciare: al limite una sola circostanza attenuante può essere considerata prevalente su tre aggravanti.

Nel caso di circostanze ad effetto speciale: il Codice Rocco escludeva che si potesse applicare il bilanciamento e si procedeva dunque al computo di tutte le circostanze. Con la riforma del 1974 il legislatore repubblicano ha coinvolto le circostanze ad effetto speciale nel bilanciamento, aumentando la discrezionalità del giudice nello stabilire la pena. 
Si calcoli infine che nel giudizio di prevalenza ed equivalenza rientrano anche le cosiddette circostanze attenuanti generiche, le quali, indipendentemente da quelle comuni, possono essere discrezionalmente coinvolte nel bilanciamento ancorché dovranno essere considerate come un'unica circostanza. Per determinarle il giudice dovrà basarsi sull'articolo 133, ma di fatto avrà a disposizione un ulteriore mezzo per diventare vero e proprio arbitro della pena.

## Circostanze e concorso
Nel caso di concorso di persone nel reato, tutti rispondono dello stesso reato, ma il legislatore recupera le differenze tra i diversi concorrenti attraverso l'istituto delle circostanze rapportando la responsabilità del concorrente al ruolo effettivamente rivestito nel concorso.
- Un primo caso lo si ha in quelle situazioni (articolo 46, 54, 86) nelle quali è soltanto uno dei concorrenti a rispondere effettivamente del reato. Si tratta cioè di quei casi in cui un soggetto abbia realizzato un reato a mezzo di un'altra persona non imputabile o non punibile e perciò non punibile. Non soltanto sarà l'autore mediato a dover rispondere da solo, ma egli sarà anche soggetto ad un aumento di pena così come previsto dall'articolo 111.
- L'articolo 112 prevede poi una serie di aggravanti. Al numero 1 si parte dall'idea che tante più sono le persone quanto più il concorso è pericoloso. Al numero 2 si tiene conto del ruolo direttivo avuto da un soggetto concorrente. Al numero 3 si ha laddove chi nell'esercizio della sua autorità induca un suo sottoposto a commettere un reato. Al numero 4 si prefigura il caso di chi nell'esercizio della sua autorità determini a commettere il reato una persona minore degli anni 18 o un infermo di mente.
- Tra le attenuanti si consideri invece l'articolo 114. La pena è diminuita per chi è stato determinato a commettere un reato. Il primo comma prevede poi la circostanza attenuante della minima partecipazione, ovvero quando un concorrente dia un contributo del tutto marginale nella preparazione o nell'esecuzione del reato. Data la quasi irrilevanza del contributo, nella prassi si tratta di un articolo che non viene riconosciuto. Si tratterebbe invece di una norma molto utile per differenziare la responsabilità dei soggetti.
- Infine l'articolo 118 esclude che "i motivi a delinquere", "l'intensità del dolo", "il grado della colpa" e le circostanze inerenti alla persona del colpevole possano essere applicate a tutti i concorrenti. Esse si addebiteranno soltanto alla persona cui si riferiscono.

## Deroghe
- Errore sulla persona dell'offeso: Le circostanze aggravanti che riguardano condizioni o qualità della persona offesa o i rapporti tra offeso e colpevole: non sono valutate a carico dell'agente anche se ignorate per colpa o ritenute inesistenti per errore derivante da colpa. Le circostanze attenuanti vengono invece sempre considerate.
- La legge 251/05 (Ex-Cirielli) ha inasprito la disciplina del bilanciamento per i recidivi reiterati, togliendo al giudice la possibilità, una volta contestata la recidiva, di ritenere prevalenti le attenuanti. L'ultimo comma dell'articolo 69 stabilisce che per i casi previsti dall'articolo 99 comma IV le circostanze non possono mai essere dichiarate prevalenti, al massimo equivalenti. Per individuare e concedere le circostanze generiche, in caso di recidivi reiterati, il giudice non potrà poi tenere conto del I comma n.3 e del II comma dell'articolo 133, ovvero non potrà considerare la capacità a delinquere o l'intensità del dolo o il grado della colpa.

### Testi normativi
- Codice penale